# Norma Pensado Moreno
Norma Bertha Pensado Moreno (Ciudad de México, 1 de mayo de 1958) es una diplomática mexicana de carrera, miembro del Servicio Exterior Mexicano desde 1991. Actualmente se desempeña como Embajadora de México ante el Reino de Dinamarca y en forma concurrente ante la República de Islandia. Fue la primera mujer que encabezó la embajada de México en Rusia.

## Biografía
La Embajadora Pensado Moreno es Licenciada en Economía por la Facultad de Economía de la Universidad Nacional Autónoma de México (UNAM). Se tituló en el año de 1981 con la tesis “América Latina: Un difícil camino a la integración".
Ha realizado cursos en materia de política exterior y diplomacia como “Globalization and the New Global Economy” Universities of Oxford, Yale and Stanford y “Políticas de Comercio Exterior en América Latina” de CEPAL/UNCTAD/OEA/PNUD/ILPES, entre otras.
Es miembro asociado del Consejo Mexicano de Asuntos Internacionales COMEXI.

## Carrera diplomática
Ingresó al Servicio Exterior Mexicano en septiembre de 1991. En la Secretaría de Relaciones Exteriores se ha desempeñado como Directora de Intercambio Académico y Becas en la Dirección General de Asuntos Culturales (1992-1994), directora general para Europa (2004-2006) y directora general para América Latina y el Caribe (2011-2012). En 2012 fue nombrada como Subsecretaria para América Latina y el Caribe por el presidente Felipe Calderón.
En el exterior, se ha desempeñado como representante Alterna en la Misión Permanente de México ante los Organismos de Naciones Unidas con sede en Viena, Austria (1994-1997), como Consejera en la Delegación de México ante la OCDE, en París, Francia (1998-2001) y como Jefe de Cancillería en la Embajada de México en Suecia (2001-2004).
En 2006 ascendió al rango de Embajadora y fue nombrada Embajadora Extraordinaria y Plenipotenciaria ante el Reino de Suecia, concurrente ante las Repúblicas de  Letonia y Lituania (2006-2011). Posteriormente, fue nombrada Embajadora ante la República de Finlandia con concurrencia ante la República de Estonia (2013-2017). Actualmente se desempeña como Embajadora Extraordinaria y Plenipotenciaria ante el Reino de Dinamarca concurrente ante la República de Islandia, cuyo nombramiento fue en 2022.
En 2018 encabezó las acciones de asistencia y protección consular de los mexicanos durante la Copa Mundial de Fútbol Rusia 2018, cuyo resultado y buen desempeño fue reconocido por la Comisión Permanente del H. Congreso de la Unión de México.
Ha representado a México en numerosas conferencias y reuniones internacionales en el marco de la ONU, la OCDE y organismos del Sistema Interamericano.
Ha participado en diversos foros tanto en México como en países de Europa y América Latina, como conferencista y panelista sobre asuntos internacionales, política exterior de México, asuntos de género, entre otros.

## Premios y reconocimientos
- Condecoración “Servicio Exterior Mexicano –25 años” otorgada por la Secretaría de Relaciones Exteriores.
- Orden Real de la Estrella Polar en grado de Comendador con Gran Cruz otorgada por el Reino de Suecia.[10]
- Orden del León de Finlandia en grado de Comendador con Gran Cruz otorgada por la República de Finlandia.

## Publicaciones destacadas
- Artículo “Participación Ciudadana: algunos elementos sobre el caso de Finlandia” en “Mecanismos de Participación Ciudadana: una experiencia global”, coordinado por Gerardo Romero Altamirano y Gema M. Morales Martínez.  Instituto Electoral del Estado de Querétaro, Tirant lo Blanch, Ciudad de México.[11]
- Idea y coordinación del Documental en DVD: “Mexico and Finland: 80 Years of Friendship”. Embajada de México en Finlandia, Ministry of Foreign Affairs of Finland. Helsinki, septiembre de 2006.[12]